# Скорило
Скорило (умро око 70. године) је дачки краљ који је можда био отац Децебала. Докази о његовом животу и владавини су фрагментарни.

## Извори
Дачког краља (dux Dacorum) по имену Скорило помиње и Секст Јулије Фронтин, који каже да је био на власти током периода превирања у Риму.
Римски историчар Јорданес наводи низ дачко-гетских краљева пре Децебала, стављајући владара по имену „Корил“ између Комозика и Дураса. Верује се да је Корил (Скорило) дуго и мирно владао око 40 година. Модерни научници понекад изједначавају овог иначе непознатог наследника Дорпанеја са краљем Дурасом потврђеним у другим изворима. Име Корил не помиње ниједан други историчар, а тврди се да је то „погрешно писање имена Скорило, релативно честог дачког имена“.
На основу тога, Корил кога помиње Јорданес је изједначен са Скорилом кога помиње Фронтин. Даље се верује да је овај владар такође именован на древном дачком лонцу са латинским натписом „Decebalus per Scorilo“. Ово је такође преведено као „Децебал, син Скорила“. Ако је тако, то би могло да значи да је Децебал био Скорилов син, а Дурас је могуће да је био или старији син или брат Скорила.
На основу ових доказа и референци на дачке краљеве на другим местима, сугерисано је да је Скорило владао од 30-их или 40-их година нове ере до 69-70. године.

## Владавина
Дачани су редовно упадали на римску територију у Мезији. Цареви Тиберије и Калигула решили су овај проблем плаћањем новца за заштиту Дачанима у облику годишњих субвенција. Током Неронове владавине, трупе су повучене са дачке границе, остављајући царство рањивим. Када је Нерон свргнут 69. године, царство је гурнуто у превирања у Години четири цара. Дачани су, изгледа, покушали да искористе ситуацију да покрену инвазију на Мезију у савезу са сарматским Роксоланима. Инвазија је била лоше темпирана. Лициније Муцијан, присталица цара Веспазијана, напредовао је са војском кроз Мезију према Риму како би свргнуо Вителија. Дачани су неочекивано наишли на његове снаге и били су потиснути, претрпевши велики пораз. Ови догађаји су се можда поклопили са владавином Скорила који се, међутим, не помиње у античким изворима у овим догађајима.

## Извори
1. ↑  CIUTĂ, Marius-Mihai; TUDORIE, Anamaria (2022-12-14). „NEW DATA ABOUT THE ”WHITE PAINTED POTTERY” CULTURAL HORIZON IN TRANSYLVANIA”. JOURNAL OF ANCIENT HISTORY AND ARCHAEOLOGY. 9 (4). ISSN 2360-266X. doi:10.14795/j.v9i4.812.
2. ↑  Brodersen, Kai (2020). Dacia felix: das antike Rumänien im Brennpunkt der Kulturen. Darmstadt: Verlag Philipp von Zabern in Wissenschaftliche Buchgesellschaft. ISBN 978-3-8053-5059-4.
3. ↑  Ion, Grumeza (2009). „Dacia”. doi:10.5040/9780761877875.